# Thomas Spitzer (Autor)

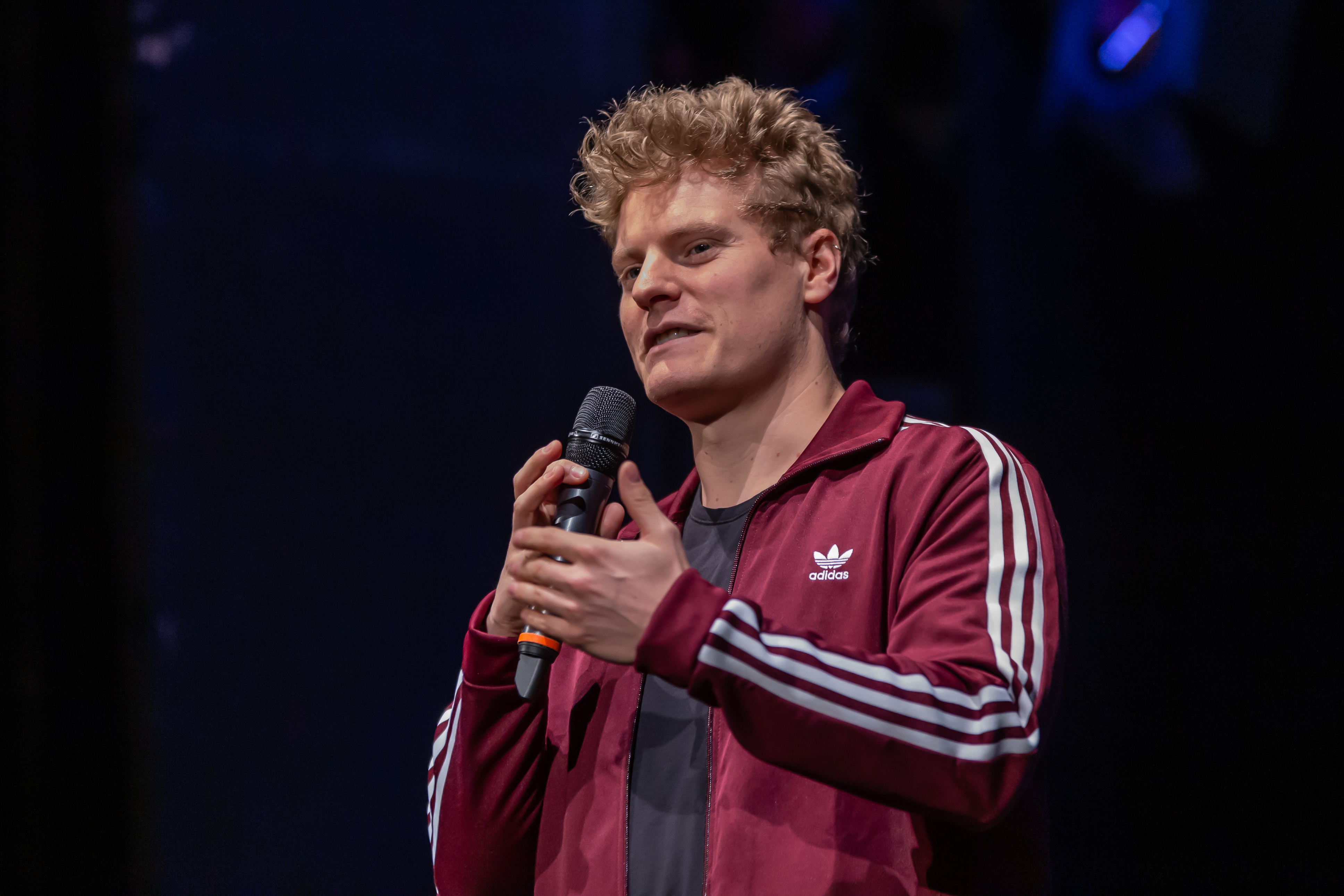
Thomas Spitzer (2019)

Thomas Eduard Spitzer (* 29. September 1988 in Freiburg im Breisgau) ist ein deutscher Autor, Comedian, Veranstalter, Produzent und Podcast-Host.

## Leben
Spitzer ist der Sohn des Hochschullehrers, Neurowissenschaftlers, Psychiaters und Publizisten Manfred Spitzer. Er wuchs in Hofsgrund, Boston, Eugene (Oregon) und Ulm auf, studierte von 2008 bis 2012 Mathematik, Volkswirtschaftslehre und Philosophie an der Universität Regensburg und schloss sein Studium als Bachelor of Science ab.

### Wirken

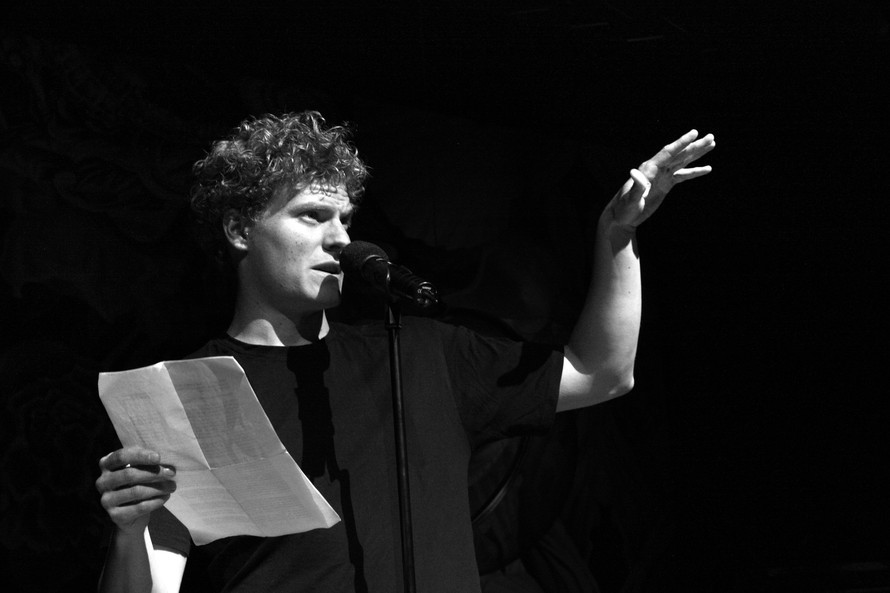
Thomas Spitzer beim Poetry Slam Raus mit der Sprache in Bonn 2013

Spitzer trat 2009 zum ersten Mal bei einem Poetry Slam auf. Seitdem hat er zahlreiche Poetry Slams in Deutschland, Österreich, Liechtenstein und der Schweiz gewonnen. 2012 erreichte er das Halbfinale der deutschsprachigen Meisterschaften in Heidelberg/Mannheim. 2015 belegte er bei den bayerischen Meisterschaften in Ingolstadt den dritten Platz. Beim Oberpfälzer Kabarettpreis wurde Spitzer bei einer von Lizzy Aumeier moderierten Gala in Mühlhausen von Ottfried Fischer mit dem Förderpreis ausgezeichnet. Ferner trat Spitzer beim NDR Comedy Contest auf. Im Herbst 2016 gewann er den Nightwash Talent Award. Seitdem tritt Spitzer vor allem auf Comedy-Bühnen auf.
Im Sommer 2014 erschien mit „Wir sind glücklich, unsere Mundwinkel zeigen in die Sternennacht wie bei Angela Merkel, wenn sie einen Handstand macht“ Spitzers erstes Buch beim periplaneta Verlag Berlin, das die Online-Buchcommunity „Was liest Du?“ auf der Leipziger Buchmesse mit dem Preis für den „Ungewöhnlichsten Buchtitel des Jahres 2014“ auszeichnete.
Von 2018 bis 2020 schrieb Spitzer für die heute-show. Er schrieb seit 2021 für vier Staffeln LOL: Last One Laughing, vor allem für Hazel Brugger, aber auch für andere Comedians. Außerdem war er an der Produktion zahlreicher Einspieler beteiligt, unter anderem für Willkommen Österreich (Late-Night-Show), RTL Topnews, Pluto TV oder seine eigenen Social-Media-Kanäle, vorwiegend mit Hazel Brugger vor der Kamera, aber teils auch mit Till Reiners oder der Tiktokerin Shirli.

### Podcasts, Kollaborationen und Kunst-Projekte

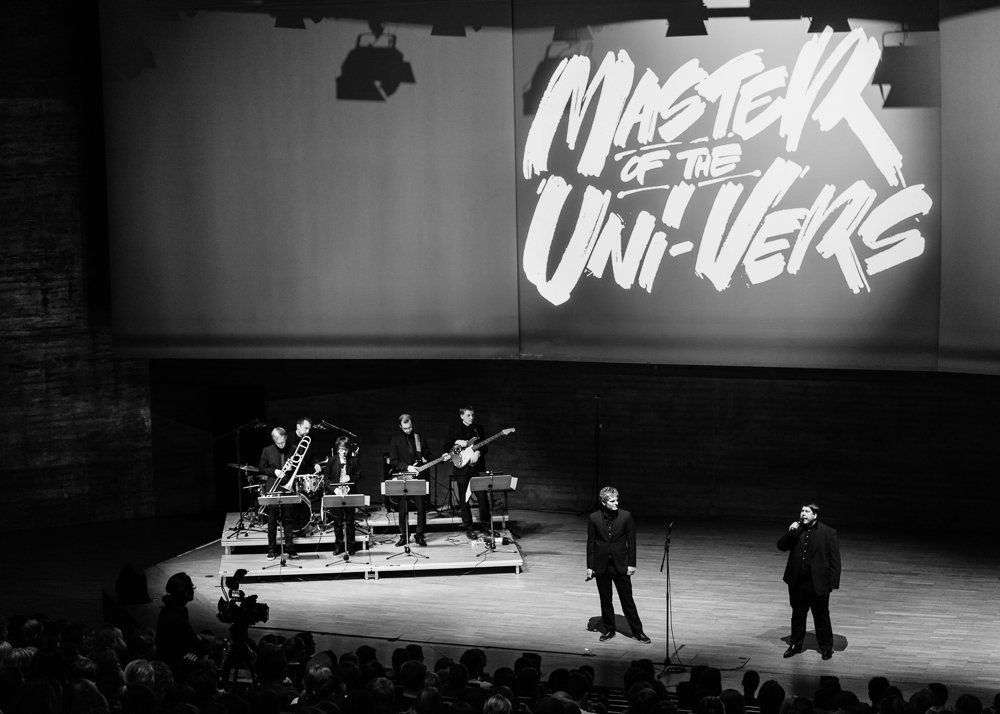
Der Master Of The Uni-Vers ist mit 1500 Zuschauern Bayerns größter Poetryslam

Im Sommer 2012 initiierte Spitzer mit dem Uni Jazz Orchester Regensburg das Projekt „bunt und kühl“, bei welchem Studenten der Universität für Musik und darstellende Kunst Graz jeweils drei Texte Spitzers sowie der Poetry Slammer Kaleb Erdmann und David Friedrich für Big Band vertonten, um diese zur Aufführung zu bringen. Das Projekt feierte im April 2014 seine Premiere und hatte an rund 10 Veranstaltungen über 1500 Zuschauer. Von den Kritiken wurde die Fusion von Jazz und Slam-Poetry positiv aufgefasst. Es folgten eine Buchveröffentlichung und eine CD-Veröffentlichung inklusive einer halbstündigen Videodokumentation des Projekts. Im Mai 2014 veranstaltete er erstmals einen Poetry Slam mit dem Namen „Master of the Uni-Vers“ im Regensburger Audimax, der seither regelmäßig wiederholt wurde. Er wird inzwischen von Hazel Brugger moderiert. 2015 richtete er gemeinsam mit Kulturveranstalter Ko Bylanzky den U20Slam2015, die deutschsprachigen U20-Meisterschaften im Poetry Slam, in Regensburg aus. Insgesamt traten 66 Poeten in 13 Runden im Wettbewerb an. Im Sommer 2017 gründete Spitzer mit dem Comedian Thomas Schmidt den Podcast „Comedy Gold“. Im Podcast waren regelmäßig verschiedene Comedians zu Gast, darunter Usus Mango von RebellComedy, Johnny Armstrong, Helene Bockhorst und Shahak Shapira. Im November 2020 erschien die letzte Folge des Podcasts.
Seit 2017 führt Spitzer zusammen mit Hazel Brugger den YouTube-Kanal Hazel & Thomas. In der seit 2019 veröffentlichten Serie Deutschland Was Geht wurden teilweise zusammen mit anderen Prominenten wie z. B. Lutz van der Horst, Nico Semsrott, Nora Tschirner oder Jasna Fritzi Bauer skurrile oder besondere Orte in Deutschland besucht.
Seit 2021 spricht er in der Spotify-Show Nur verheiratet mit Brugger über ihre gemeinsame Beziehung. Am 20. März 2023 startete der neue gemeinsame Podcast Hazel Thomas Hörerlebnis. Anfang 2024 startete Spitzer während der Babypause seiner Frau eine kleine Sonderreihe „HTH Wildcard“ mit kurzen Einzelgesprächen zu bestimmten Themen und unter anderem den Gästen Mark Benecke, Stefanie Millinger und Young Kira. „HTH Wildcard“ erzielte teils ähnliche Reichweiten wie die sonstigen Podcastfolgen.

### Kulturreisen
Im April und September 2014 bereiste Spitzer mit dem Goethe-Institut und dem Uni Jazz Orchester Regensburg Brasilien, wo er das Orchester als Reiseautor zu Konzerten in São Paulo, Recife, Manaus und dem Amazonas begleitete. Im Oktober 2014 bereiste Spitzer für das Goethe-Institut gemeinsam mit Johannes Berger Taiwan und die Volksrepublik China. Dort traten sie in Taipeh, Guangzhou, Chengdu, Chongqing, Yuxi und Kunming auf, wo sie auch Workshops in Schulen und Universitäten gaben. Auf der Grundlage des dabei entstandenen Reisetagebuchs schrieb Spitzer sein erstes erzählerisches Werk „Goethe, Schiller, Chinakohl – Als Humorbotschafter im Land des Lächelns“, was 2016 bei Bastei Lübbe erschien. Im Oktober 2015 reiste Spitzer für das Goethe-Institut mit Hazel Brugger nach Chicago, wo sie ebenfalls Workshops gaben und unter anderem in der Green Mill auftraten, der Geburtsstätte des Poetry Slams. 2017 wurden sie erneut vom Goethe-Institut eingeladen, diesmal nach New York. Im Sommer 2018 verbrachten Brugger und Spitzer drei Monate in den USA, davon zwei in New York und einen in den Südstaaten. Spitzer und Brugger fuhren von Austin (Texas) nach Washington, D.C. und dokumentierten ihre Reise im November 2018 für Spitzers YouTube-Kanal.

### Privates
Spitzer lebt zusammen mit seiner privaten und geschäftlichen Partnerin Hazel Brugger im südhessischen Kreis Darmstadt-Dieburg. Seit 2020 sind Spitzer und Brugger verheiratet. Im März 2021 kam ihre erste gemeinsame Tochter auf die Welt, im Februar 2024 wurde die Geburt der zweiten Tochter bekanntgegeben. Gemeinsam betreiben sie die Viel Spaß GmbH.

## Werke
- Wir sind glücklich, unsere Mundwinkel zeigen in die Sternennacht wie bei Angela Merkel, wenn sie einen Handstand macht. Mit beiliegender CD. Periplaneta, Berlin 2014, ISBN 978-3-943876-78-9.
- Die Omadialoge. Unsichtbar-Verlag, Diedorf 2014, ISBN 978-3-95791-006-6.
- (mit Kaleb Erdmann und David Friedrich) Bunt und kühl. ConBrio, Regensburg 2013, ISBN 978-3-940768-40-7.
- Goethe, Schiller, Chinakohl – Als Humorbotschafter im Land des Lächelns. Bastei Lübbe, Köln 2016, ISBN 978-3-404-60911-6.

## Auszeichnungen
- 2014: Karl-Marx-Poesie-Preis (2. Platz)[22]
- 2015: Ungewöhnlichster Buchtitel des Jahres 2014[23]
- 2015: Ingolstädter Stadtmeister im Poetryslam[24]
- 2015: Bayernslam (3. Platz)
- 2015: Oberpfälzer Kabarettpreis (Förderpreis)[25]
- 2016: Jahressieger beim Bunker Slam Hamburg
- 2016: Nightwash Talent Award